# 百来来!!!!!! -100s LIVE TOUR 2007-
『百来来!!!!!! -100s LIVE TOUR 2007-』（ひゃくらいらい・ひゃくしき・ライブ・ツアー -）は、100sの映像作品である。2007年12月26日にDVDで発売された。

## 概要
- 『ALL!!!!!!』リリースに伴うツアー「100s LIVE TOUR 2007 百来来!!!!!!」の最終特別公演として、両国国技館で行われた「今一度音志を洗濯したく候」の模様を収録したディスク1とツアーのドキュメント映像を収録したディスク2で構成されている。

## 収録内容

### DISC1 LIVE!!!!!!
1. そうさ世界は
2. 希望
3. バーストレイン
4. なぁ、未来。
5. シンガロング
6. Honeycom.ware
7. Q&A
8. A
9. まんまる
10. セブンスター
11. あの荒野に花束を
12. 蘇州夜曲
13. ももとせ
14. もしこのまま
15. 永遠なるもの
16. クラシック
町田昌弘のソロ楽曲。
17. Good bye ちょんまげ
レキシの楽曲。足軽先生 (いとうせいこう)が客演
18. いきるもの
19. キャノンボール
20. 1,2,3

### ディスク2 TOUR DOCUMENTARY!!!!!!
ツアー各地でのオフショットを含むドキュメント映像

## 演奏
- 100s
  - 中村一義
  - 池田貴史
  - 町田昌弘
  - 小野眞一
  - 山口寛雄
  - 玉田豊夢

- いとうせいこう

## LIVE TOUR 2007 百来来!!!!!!日程
| 本数 | 日付    | 会場                     | 備考                                     |
| ---- | ------- | ------------------------ | ---------------------------------------- |
| 1    | 6月15日 | 福岡DRUM LOGOS           |                                          |
| 2    | 6月17日 | 横浜BLITZ                |                                          |
| 3    | 6月22日 | 広島CLUB QUATTRO         |                                          |
| 4    | 6月24日 | 名古屋ダイアモンドホール |                                          |
| 5    | 6月29日 | 大阪なんばHatch          |                                          |
| 6    | 6月30日 | 大阪なんばHatch          |                                          |
| 7    | 7月8日  | 新潟LOTS                 |                                          |
| 8    | 7月13日 | 仙台CLUB JUNK BOX        |                                          |
| 9    | 7月15日 | 札幌PENNY LANE 24        |                                          |
| 10   | 7月19日 | 東京SHIBUYA-AX           |                                          |
| 11   | 7月20日 | 東京SHIBUYA-AX           |                                          |
| 12   | 8月25日 | 東京両国国技館           | 最終特別公演「今一度音志を洗濯したく候」 |